# Zulema Castro de Peña
Zulema Castro de Peña (c. 1920 – 22 de enero de 2013) fue una activista por los derechos humanos y miembro fundante de Madres de Plaza de Mayo. Sus dos hijos, Jesús Peña e Isidoro, fueron secuestrados y desaparecidos durante la dictadura cívico-militar autodenominada Proceso de Reorganización Nacional (1976-1983), y la hicieron luchar y liderar la larga campaña por los derechos humanos, preguntando por sus hijos "desaparecidos."
El marido de Zulema, Isidoro Peña, fue cofundador de la "Asamblea Permanente por los  Derechos Humanos en La Plata", el grupo organizado de los derechos humanos en La Plata.

## Desaparición de sus hijos
Su hijo, Jesús Pedro Peña (Buenos Aires, 29/06/1942), miembro y militante del Partido Revolucionario de los Trabajadores (PRT), un partido político marxista, fue secuestrado por fuerzas conjuntas militares en La Plata, Argentina, el 26 de junio de 1978. Y su otro hijo menor, Isidoro Oscar (Bs.As., 19/09/1948), estudiante de derecho, lo secuestran en Buenos Aires el 10 de julio de 1978, pocos días después que su hermano mayor. La desaparición de sus hijos llevó a Zulema, a organizarse en hacer campañas en busca de respuestas durante décadas. Así, se convirtió en una destacada activista de los derechos humanos, dentro de la Organización de Madres de Plaza de Mayo, la asociación de madres argentinas cuyos hijos desaparecieron durante la dictadura y simultáneo genocidio.
Ambos, fueron vistos en cautiverio en los centros clandestinos El Banco y El Olimpo; y fueron asesinados en un vuelo de la muerte, pero el mar devolvió sus cuerpos a las costas bonaerenses, enterrados como NN y el Equipo Argentino de Antropología Forense los identificó en 1997; determinando los antropólogos forenses que ambos hijos habían sido asesinados. En 2012, la ciudad de La Plata instaló dos "Baldosas por la Memoria", en recuerdo y reividicación de sus hijos y otros "desaparecidos" de esa ciudad.

## Madres de Plaza de Mayo
Durante varios meses buscó a sus familiares sola y sin apoyo. A comienzos de 1977 integró el primer grupo de madres y familiares que se comenzaron a reunir en la Plaza de Mayo, que luego fue conocido como Madres de Plaza de Mayo y de la cual fue una de sus catorce fundadoras.

A principios del 77 fui a la Casa de Gobierno, a entrevistarme, porque supuestamente nos iban a dar información. Ahí nos quedamos esperando a que alguien nos informase, pero nadie lo hizo. Y seguimos yendo. Una mañana estábamos cinco personas frente a la Casa de Gobierno y llegaron cinco soldados con sus Itacas a pedirnos que nos retiráramos, así que nos fuimos a la Plaza, donde hay un banco circular. Nos sentamos en el banco tres mujeres, una de ellas puso una bolsita en el suelo, sacó un tejido y se puso a tejer, como diciendo: “Aquí estamos tranquilamente tomando el sol”. Era Azucena (Villaflor de Vincenti). Fue ella la que nos convocó para ir a la Plaza, porque era el único lugar dónde había una posibilidad de ser escuchadas. El primer jueves éramos catorce pero después, lamentablemente, los secuestros empezaron a ser tan sistemáticos que cada vez éramos más.

Zulema, vecina histórica de La Plata, falleció en la ciudad el 22 de enero de 2013, a los 92 años.